# 希望学
希望学（きぼうがく、正式名称：希望の社会科学、英:Social Sciences of Hope）とは、個人の内面の問題とみなされてきた「希望」を、社会にかかわる問題として研究することを目的とする、学際的な研究領域である。2005年度より、東京大学社会科学研究所を研究基盤として、岩手県釜石市、福井県を対象とした地域調査が展開されている。

## 定義と特徴

### 問題と背景
希望とは、一般に「行動によって何かを実現しようとする気持ち」と定義される。これに対し、東京大学社会科学研究所の「希望学」プロジェクトでは、希望を単なる個人の心理や感情の問題としてだけでなく、その人が置かれた社会環境に影響されて形成され、ひいては社会全体の原動力にもなりうる社会的現象として捉え、研究することを目的としている。

### 歴史と展開
2004年「21世紀COEプログラム」の不採択の後、2005年度から2008年度まで、東京大学社会科学研究所の全所的プロジェクトとして「希望学」が実施された。このプロジェクトは、思想・制度研究、経済・歴史分析、社会調査といった多角的なアプローチを結集し、希望という概念を社会科学の対象として確立することを目指した。玄田有史、中村尚史、宇野重規などを中心に始められた。研究成果は、岩手県釜石市での大規模なフィールドワークや全国的なアンケート調査を基にしており、多数の書籍や論文として公刊されている。また、希望学の研究は発展的に継続しており、2016年度より全所的プロジェクト「危機対応学（Social Sciences of Crisis Thinking）」を開始し、災害や経済危機といった状況下での希望の生成・再生メカニズムを統合的に研究している。

### 具体的な問い
希望学における問いは、希望と社会を関連づけた以下のようなものとなる。
- 「社会において個人が形成する希望とはそもそも何なのか」
- 「社会が個人の持つ希望にどのような影響を及ぼすか」
- 「個人の形成する希望が社会状況をどのように規定するのか」

### 周辺・関連領域
- 経済学
- 社会学
- 政治学
- 法学
- 歴史学
- 哲学
- 人類学

## 方法
現在まで希望学の主な研究方法は以下の三つである。
- 思想・理論研究
- 実証分析

社会調査・アンケート
- 地域調査

インタビュー、オーラル・ヒストリー、歴史的資料の考察

## 対象

### 主なテーマ
- 希望の定義

明快な意味づけや定義が困難な「希望」を、その困難さの背景を解明したうえで、多面性、多義性、不確実性を包含するような定義付けを目指す。特に、多様な視点、方法論、対象に渡る学際性から導き出される多様な希望の定義を、希望をとりまく個人と社会の関係性、すなわち希望の社会性の表れとして積極的に評価する。
現在までの成果として、希望は以下のように定義されている。
希望とは「行動によって何かを実現しようとする気持ち」(Hope is a Wish for Something to Come True by Action)である。
- 隣接概念との比較

「希望」を、「幸福」「リスク」「楽観」「安定」「想起」など既に学問対象となっている別の概念と対比することによって、その共通性と相違から希望を特徴付ける。
- 希望有無の決定要因の特定

「性別」「年齢」「健康」などの他に、「他者との協力関係構築」「孤独感」「友人の多寡」「家族からの信頼感」のような性格的側面や対人関係への自己意識も含めた、多角的な実証分析が進められている。
- 問題発見型の地域調査

個人の社会的属性からだけではなく、希望の有無をより動態的に捉えるために、「地方政治」「住民活動」「地域移動」「ライフコース」「企業誘致」「地場企業」などをテーマに、「ローカル・アイデンティティの形成過程と再構築」、「希望の共有」、「地域内外でのネットワーク形成」などの観点から問題発見型の地域調査が行われている。

## 関連書籍
- 東大社研 編・玄田有史・宇野重規・中村尚史編『希望学【全4巻】』東京大学出版会, 2009–2013年[6]
- 東大社研・玄田有史・宇野重規編『希望学(1)希望を語る―社会科学の新たな地平へ』東京大学出版会, 2009年
- 東大社研・玄田有史・中村尚史編『希望学(2)希望の再生―釜石の歴史と産業が語るもの』東京大学出版会, 2009年
- 東大社研・玄田有史・中村尚史編『希望学(3)希望をつなぐ―釜石からみた地域社会の未来』東京大学出版会, 2009年
- 東大社研・玄田有史・宇野重規編『希望学(4)希望のはじまり―流動化する世界で』東京大学出版会, 2009年
- 玄田有史『希望のつくり方』岩波新書, 2010年
- 中村圭介『絶望なんかしていられない』荘道社, 2010年
- 玄田有史編著『希望学』中公新書ラクレ, 2006年
- 村上龍『希望の国のエクソダス』文藝春秋, 2000年
- 橘川武郎『「希望学」日本再生への道-釜石からのメッセージ』化学工業日報, 2013年
- 重松清『希望の地図―3.11から始まる物語』幻冬舎，2012年
- 東大社研・玄田有史編『希望学　あしたの向こうに―希望の福井、福井の希望』東京大学出版会，2013年